# 促侵土司
促侵土司（藏語：ནམ་མཁའ་རྒྱལ་པོ，威利转写：nam mkhav rgyal po），又称大金川土司，是清代的一个世袭嘉绒人土司，为嘉绒十八土司之一，在今阿坝藏族羌族自治州金川县境内。《清史稿》称促浸土司、祁浸土司。
促侵土司是赞拉土司（小金川土司）的分支。1723年（雍正元年），莎罗奔因从征廓尔喀、青海、西藏有功，被清廷封于大金川，是为促侵土司之始。
莎罗奔将女儿嫁给小金川土司泽旺，泽旺生性懦弱，为妻所制。1746年（乾隆十一年），泽旺被莎罗奔夺去印绶。翌年，逐渐强大的莎罗奔侵占革布什札及明正两土司的领地。四川总督张广泗奉命征讨，莎罗奔投降，其土司之位被迫传给儿子郎卡。
此后促侵土司与赞拉土司之间常有冲突。1766年，促侵土司在大小金川之役中灭亡，改为阿尔古直隶厅。